# Бахарудин Јусуф Хабиби
Бахарудин Јусуф Хабиби (малајс. Bacharuddin Jusuf Habibie; 25. јун 1936 — 11. септембар 2019) био је индонежански политичар који је био председник Индонезије од 1998. до 1999. године.